# Chrissy Metz
Christine Michelle Metz (Homestead, 29 de setembro de 1980), mais conhecida como Chrissy Metz, é uma atriz e cantora americana. Ela é mais conhecida por interpretar Kate Pearson na série de televisão da NBC, This Is Us.

## Vida Pessoal
Metz é filha de Denise e Mark Metz e foi criada em Homestead, Flórida. Ela passou parte da infância no Japão, onde seu pai, Mark Metz, guarneceu pela Marinha dos Estados Unidos. A família mais tarde se mudou de volta para Gainesville, Flórida, onde frequentou o ensino fundamental, médio e superior. Ela cresceu com sua mãe, padrasto, dois irmãos e dois meio-irmãos.

## Carreira
Metz é mais conhecida por seu papel como Kate Pearson na série dramática da NBC, This Is Us, que recebeu seu prêmio Primetime Emmy e Golden Globe Award. Ela também é conhecida por seu papel em American Horror Story: Freak Show.
Metz é cantora de sua banda Chrissy and The Vapors.
No início de 2018, foi anunciado que Metz iria estrelar The Impossible Movie, trabalhando com o produtor DeVon Franklin.  Ela interpretará Joyce Smith, a mãe de John, um garoto de 14 anos que caiu em um lago gelado do Missouri e foi proclamado morto. O filme, baseado no livro escrito pela própria Smith, conta a verdadeira história de como a devoção e dedicação de uma mãe traz seu filho de volta à vida.
Para o filme, Breakthrough, gravou a canção I'm Standing with You que foi indicada para o Oscar e o Critics' Choice Movie Awards de 2020.

## Filmografia

### Cinema
| Ano  | Título                    | Papel       |
| ---- | ------------------------- | ----------- |
| 2007 | Loveless in Los Angeles   | Bonnie      |
| 2008 | The Onion Movie           | Garota      |
| 2018 | Sierra Burgess Is a Loser | Trish       |
| 2019 | Breakthrough              | Joyce Smith |
| 2022 | Stay Awake                | Michelle    |
| 2023 | A Creature Was Stirring   | Faith       |

### Televisão
| Ano       | Título                             | Papel                 | Notas                                   |
| --------- | ---------------------------------- | --------------------- | --------------------------------------- |
| 2005      | Entourage                          | Contadora             | Episódio: "The Sundance Kids"           |
| 2005      | All of Us                          | Ruby                  | Episódio: "If You Can't Stand the Heat" |
| 2008      | My Name Is Earl                    | Chunk                 | Episódio: "We've Got Spirit"            |
| 2010      | Huge                               | Shoshanna             | Episódio: "Talent Night"                |
| 2014–2015 | American Horror Story: Freak Show  | Ima 'Barbara' Wiggles | 5 episódios                             |
| 2016–2022 | This Is Us                         | Kate Pearson          | 106 episódios                           |
| 2018      | The Last O.G.                      | Pooh Cat              | Episódio: "Repass"                      |
| 2018-2019 | Kung Fu Panda: The Paws of Destiny | Mei Mei               | 12 episódios                            |
| 2019      | Superstore                         | Luanne                | Episódio: "#Cloud9Fail"                 |
| 2021      | Muppets Haunted Mansion            | Fantasma de Harriet   | Filme de TV                             |

## Discografia
Singles
| Ano  | Título                                        |
| ---- | --------------------------------------------- |
| 2018 | Anything Worth Holding On To (com Matt Bloyd) |
| 2019 | I'm Standing with You                         |
| 2020 | Talking to God                                |
| 2020 | Actress                                       |
| 2020 | Feel Good                                     |
| 2020 | I'll Be Home for Christmas                    |
| 2021 | Girl Go                                       |

EPs
| Ano  | Título                    |
| ---- | ------------------------- |
| 2023 | Christmas Calling Me Home |

Álbuns de estúdio
| Ano  | Título              |
| ---- | ------------------- |
| 2023 | Prayed for This Day |

Vídeos musicais
| Ano  | Título         |
| ---- | -------------- |
| 2020 | Talking to God |